# متاوب
متاوب (انگلیسی: Metaweb) شرکت نرم‌افزار آمریکایی است، که در سال ۲۰۰۵ توسط دانیل هیلیس تأسیس شد.